# 机智的党妹
机智的党妹（?—），简称党妹，本名潘唐颖，中国大陆知名UP主，在全网拥有超过600万粉丝。2021年7月3日，党妹上传了一段舞蹈视频，其中含有她与友人在旅顺博物馆门口穿洛丽塔跳日系宅舞的镜头，引发网友质疑。8月5日，党妹宣布下架所有视频并退网思过。

## 介绍
党妹是bilibili美妆区up主，毕业于大连外国语大学，最早因录制美妆视频受到关注，后因翻跳舞蹈得到进一步走红，曾于2018、2019、2020连续三年获封bilibili“百大UP主”荣誉称号。

## 网红旅顺博物馆前跳舞事件
2021年7月3日，党妹在哔哩哔哩上传《触摸天空》的舞蹈视频，视频中党妹身着日式洛丽塔裙在旅顺博物馆门口跳日系宅舞的行为引发网友争议。在视频发表后的当日与次日，党妹分别发表了两封道歉信，表示自己疏忽了旅顺这座城市承载的历史背景，道歉并删除了该视频。

### 各方评价
1、旅顺博物馆承载着刻骨的民族伤痛和屈辱，绝不是网红博眼球的工具，绝不能拿来开玩笑。
2、这种事情已经不是第一次发生，这种现象必须引起重视和思考。
3、网红道歉称自己很无知，无论是真无知，还是拿无知当借口，都希望这样的事情不要再发生。——新华网，2021年7月5日
“什么样的场合做什么样的事”，希望这些具有影响力的公众人物能明白，喜欢JK制服也好，洛丽塔也罢，纯属个人爱好，这本无可厚非。但也要注意穿着场合和行为举止，肃穆庄严的博物馆永远不是追求“标新立异”的场合，也不是博眼球的工具。

爱国情绪也不是被用来挑逗的，不能拿民族伤疤开玩笑。——新京报，2021年7月5日

## 宣布退網
2021年8月5日，党妹发布长文，表示“的自大与无知深深地伤害了很多同胞的感情，伤害了喜欢过我的粉丝。我感到无比的愧疚、自责”、“会努力反思，努力学习，用行动改造自己”，宣布清空全网ID、下架所有视频并退网。

## 外部連結
- 机智的党妹的哔哩哔哩个人空间
- 机智的党妹的新浪微博
- YouTube上的ptychannel頻道